# Знак «За верную службу»
Памятный знак 1-й бригады легионов или знак «За верную службу» (пол. Odznaka „Znak Pancerny”) — почетный знак 1-й бригады польских легионов. Учреждён одним из приказов Юзефа Пилсудского 6 августа 1916 года. Некоторые историки считают его первой наградой независимой Польши.

## История
После первых боёв Польских легионов среди легионеров 1-й бригады возникла идея создания собственной награды, подобной ордену Virtuti Militari. Она получила название крест «За воинскую доблесть». Однако попытка возрождения ордена Virtuti Militari закончилась неудачей — австрийским властям не понравился внешний вид креста. По их мнению, он был слишком «польский».
Такой поворот событий ещё сильнее убедил командиров польских бригад и полков в необходимости создания своих собственных — польских — почётных знаков для замены австро-венгерских и немецких наград. Первым таковым и стал знак 1-й бригады «За верную службу».
В июле 1916 года произошло самое кровопролитное сражение с участием Польских легионов — битва под Костюхновкой. Необычайная самоотверженность и храбрость польских солдат в сражении побудила командира бригады Юзефа Пилсудского создать для них памятный знак, что он и сделал 6 августа 1916 года, во вторую годовщину создания 1-й кадровой роты, давшей начало Польским легионам.
На первой церемонии награждения, рядом со штабом бригады на опушке Сильвестеровского леса на Волыни, Пилсудский произнёс речь:
Граждане! Сегодня вторая годовщина нашей борьбы за свободу. Прошло два года, а польский солдат всё ещё скитается по своей родине. Второй год борьбы, позади нас длинные ряды крестов устремился к небу. Вы, выдержавшие все испытания верой и правдой, сегодня получите скромный значок «За верную службу». Все заслуживают равной награды — один знак на всех. Слава тем, кто уже в могилах, и да здравствуют те, кто прошёл и пройдёт через все трудности, чтобы открыть врата Свободы! Да здравствуйте, солдаты!
Согласно приказу, знаком награждались все солдаты, прослужившие на фронте в 1-й бригаде Польских легионов не менее года. Её также могли получить служащие подвижного состава в составе 1-й бригады, безукоризненно выполнявшие свои обязанности. Кроме того, на знак могли претендовать бывшие члены Стрелковой ассоциации Королевства Польского во время «российской оккупации», солдаты бывшего разведотряда 1-й бригады и солдаты, переведённые из 1-й бригады в другие польские военные единицы, даже если они прослужили в ней менее года. В последнем случае требовалось согласие действующего командующего.

## Описание награды
Автором дизайна знака «За верную службу» был ВойцехЯстшембовский, сержант 1-го пехотного полка, позднее разработавший дизайн монет Польской республики. Первые экземпляры были произведены в медальной мастерской Юзефа Хилинского в Варшаве.
Знак имел форму круга диаметром 32 мм со вписанным внутрь него ажурным крестом. Буквы «J» (Юзеф) — «П» (Пилсудский) помещались на горизонтальных лучах креста, а «1» — «Br» (бригада) — на вертикальных. На центральном щите креста изображён орёл с короной, стилизованный по образцу орла с герба Королевства Польского с узором 1913 года. Первые значки, изготовленные в мастерской Хилинского, также имели на горизонтальных плечах креста инициалы автора значка «WJ». Значки изготавливались из серебра или железа. На реверсе знака имелся порядковый номер.
Согласно приказу Пилсудского, значок нужно было носить на левой стороне мундира, под боковым карманом.
Позднее вместе со значком выдавались именные удостоверения с виньеткой, подписанные лично Юзефом Пилсудским от имени «командования 1-й бригады». Сертификаты нумеровались по номерам знаков.

## Влияние
Мотивы знака «За верную службу» нашли отражение в памятных знаках многих других полков Войска польского, ведущих своё начало от Польских легионов (1-й, 5-й, 6-й пехотные, 11-й уланский, 1-й лёгкий артиллерийский полк и 1-я телеграфная рота 1-й пехотной дивизии легиона).
Более того, название знака дало название одной из книг Анджея Струга («Odznaka Za Wierną sług», издана в Варшаве в 1921 году), а Роман Войнич-Горошкевич написал о знаке стихотворение в 1919 году («Za wierną służbę»).
В настоящее время мотивы знака «За верную службу» присутствуют в памятном знаке «Участнику марша Кадровской тропы». Знак был учрежден во время первого Марша Кадрового следа после Второй мировой войны (1981 год). С 1984 года этим значком вручаются военнослужащим, трижды прошедшим весь мартовский маршрут.